# Vie à la cour de Heian
La vie à la cour à l’époque de Heian est très hiérarchisée, protocolaire et monotone. Cependant, les nombreux loisirs et la littérature embellissent leurs journées. Afin d’atteindre un statut social plus élevé, les aristocrates ont beaucoup recours à l’adoption et aux mariages. Les nombreux ouvrages qui nous sont parvenus nous en dépeignent un portrait réaliste.

## Famille
La vie familiale au Palais impérial et à la cour est protocolaire, ainsi que solitaire. En effet, bien qu’ils habitent dans le même bâtiment, les membres d’une famille ne se voient pratiquement qu’aux grandes occasions, comme des fêtes ou des concours de poésie, et ne communiquent entre eux que par lettres, rédigées en prose ou en vers. De plus, un père a l’interdiction de voir sa belle-fille, tout comme un frère sa sœur.

### Yôshi: adoption etfosterage
Les alliances et les adoptions sont des choix faits par les familles afin de maintenir les liens entre les proches ou de supprimer des écarts de génération, comme entre un grand-père et son petit-fils, favorisé aux dépens de son propre père. Les aristocrates ont donc souvent recours à l’adoption et au fosterage, qui se pratiquent sans distinction. Les personnes ainsi adoptées sont appelées yôshi.
Un homme est adopté pour devenir un héritier principal tandis qu’une femme l’est dans l’optique d’un mariage avec un gendre plus élevé socialement, donc intéressant pour sa famille. Cela permet de fortifier la lignée familiale contre un adversaire potentiel, par exemple en éliminant des parents en supprimant la lignée d’un frère.
L’adoption est réalisée sous forme d’appui et de parrainage politiques ou de distribution de biens immobiliers, titres fonciers, etc. Cependant, en ce qui concerne la transmission des fonctions propres à la famille, la descendance biologique prime sur les yôshi.
La notion de parentèle complète celle de la maison. La première repose sur la notion de partage et sert à agrandir un réseau de solidarité grâce aux adoptions et aux mariages. La seconde repose sur la reproduction à l’identique de la famille originelle et établit des frontières infranchissables.
Plusieurs cas de figures sont représentés sur les arbres généalogiques. Lorsqu’un yôshi n’a pas fait honneur à son rôle de futur héritier, il est parfois placé auprès de son père biologique, parfois auprès de ce dernier et de son père adoptif avec la mention de l’adoption. Il est cependant placé uniquement aux côtés de son père adoptif, sans aucun commentaire, lorsqu’il a réussi à perpétuer la lignée.

### Le mariage
Les mariages polygamiques sont courants, car ils permettent de se lier à plusieurs familles et d’avoir un grand nombre de descendants afin de continuer la lignée. En général, un homme a trois épouses : une première, plus âgée que lui d’une vingtaine d’années, qui lui permet d’accéder à une famille fortunée ; une deuxième, du même âge que lui, qui doit être douée en tout, que ça soit en art, en gestion ou en direction ; une troisième, plus jeune que lui d’une vingtaine d’années, qui sert dans une grande maison.
Il y a des mariages non officiels, après des échanges de lettres et des visites nocturnes cachés aux parents de la femme, ainsi que des mariages officiels où le père de la mariée choisit son gendre. Dans ce cas-là, la proposition en mariage se fait généralement par celui qui, du père et du prétendant, est le plus haut placé dans la hiérarchie. Ensuite, le fiancé envoie un poème d’amour à sa promise. Finalement, durant trois nuits, le futur époux se déplace chez sa fiancée. Il peut alors choisir s’il reste avec elle, auquel cas il ne rentre pas chez lui au bout de la troisième nuit, ou s’il ne veut finalement pas l’épouser, et il interrompt alors ses visites.

### Muko, le gendre
Une forte solidarité relie le gendre à son beau-père et lui permet de s’opposer à l’hostilité de ses propres frères et autres rivaux.
Le beau-père, afin de s’assurer un gendre de haut rang, lui promet, comme héritage, sa résidence et d’autres biens fonciers ainsi qu’un accès à la tradition politique secrète de sa famille. Il arrive aussi qu’il renonce à sa fonction afin de la transmettre à son gendre.
Depuis le milieu du XIe siècle, les muko sont choisis très jeunes, dès l’âge de douze ans. Ils grandissent dans leur future belle-famille qui leur enseigne le savoir-faire secret des fonctionnaires, appelé le kuden, l’ « enseignement oral », qui leur assure d’avoir une bonne carrière administrative.
L’intérêt d’avoir un gendre se voit surtout dans les familles sans fils et dont le déclin est inévitable. La femme participe ainsi à rétablir le prestige de la famille si son union compense la chute de la lignée.

### L’union hypergamique
Lorsqu’une fille de la petite noblesse épouse un fils issu de l’aristocratie de la cour, ce dernier donne son nom à son beau-père et ses descendants. Non seulement cela procure un grand prestige grâce au renom de la famille aristocrate, mais cela crée aussi un rapport de clientèle entre le beau-père, les beaux-frères et le gendre, où les parents sont considérés comme étant les serviteurs du muko.
Lorsqu’une fille naît de cette union, le muko a un rapport de dette avec ses beaux-parents. En effet, malgré le prestige nominal qu’il leur fournit de par son mariage, il leur doit des appuis politiques et doit choisir à son tour un gendre idéal pour sa fille.

### Héritage
Un héritier pouvait avoir accès aux biens matériels, à la fonction de chef de la maison roturière, aux carrières de la petite noblesse et au capital politique des fonctionnaires de la cour. Dès la fin du Xe siècle, l’héritage est légitimé par un testament, rédigé avant le décès des parents et détenu par l’administration locale.
Une femme peut aussi bien hériter qu’un homme, conserver son héritage et gérer ses propriétés. En l’absence d’un fils, c’est uniquement la fille qui peut hériter du patrimoine familiale, d’offices et de fonctions militaires. Cependant, elle ne peut pas être la représentante de la maison – sauf si elle est veuve.
La naissance dans une famille ne garantit pas le statut d’héritier de celle-ci.

### Uji, la maison noble
La construction d’une maison noble se fait en quatre étapes. En premier ont lieu des échanges de biens matériaux et de valeurs, puis des mariages hypergamiques permettant de s’allier à des familles plus hautes dans la hiérarchie. Ensuite, l’uji est fondé lorsque le souverain donne un nom à une personne ou à un groupe de parents. Enfin, le lignage agnatique de l’uji est créé.
L’uji a une double structure : d’une part les clans, constitués de toutes les personnes rattachées à l’ancêtre éponyme, et d’une autre le lignage, constitué des branches principales de la famille, censé perpétuer le « charisme originel de l’ancêtre fondateur ».

## Les femmes

### Éducation
La famille, que cela soit le père, la mère, le frère ou le mari, enseigne à la jeune fille aristocrate uniquement les signes phonétiques (kana), appelés « écriture féminine » (onna-de). Il arrivait cependant qu’elles apprennent les caractères chinois (mana), « écriture masculine » (otoke-de), grâce à des parents calligraphes. Elles étaient donc considérées comme étant ignorantes de la littérature et de l’écriture chinoises, mais elles en avaient toutes, en réalité, une grande connaissance. Celle-ci était prisée par les hommes depuis le milieu du Xe siècle jusqu’au milieu du XIe siècle. Par la suite, jusqu’à la fin du XIIe siècle, on trouve cela mauvais et on exclut définitivement le chinois de leur éducation.
Il est indispensable pour une femme de connaître par cœur le Kokin Wakashû et de pouvoir improviser d’autres poèmes par rapport à ce recueil, de savoir jouer de la cithare de Kamato (wagon), du luth (biwa) et de la cithare à treize cordes (sô no koto) et à sept (kin no koto) (dont l’apprentissage est obligatoire jusqu’au Xe siècle), et de pouvoir confectionner des vêtements (couture, teinture et tissage) et peindre. Il est donc du devoir de la famille d’enseigner cela à leur fille.
À l’âge de la puberté, les mères, les nourrices ou les dames de compagnie lisent à la fille aristocrate des histoires de marâtre. Elles ne sont que peu réalistes, mais elles permettent à l’enfant de comprendre sa place au sein de la société.

### Vie quotidienne
Une femme de la haute noblesse vit confinée chez elle, dans la semi-obscurité et la solitude. Elle participe peu aux activités extérieures et, lorsqu’elle sort, elle ne quitte pas sa voiture dont les parois sont opaques, la cachant des regards. De même, à la maison, elle reste dissimulée derrière des écrans et ne peut se montrer à aucun autre homme que son mari et son père, qui sont les seuls, ainsi que sa mère et ses suivantes, avec qui elle peut parler. Sinon, toute communication se fait par lettres ou par intermédiaires. Étant entourée de servantes s’occupant de la maison et de ses enfants, elle vit une vie d’ennui, pouvant rester « des heures à regarder dans le vague […] et à attendre un poème ou une visite qui bien souvent [n’arrivent] pas ». Cela explique donc la vision que nous avons d’une femme « engoncée dans ses vêtements, avec une volumineuse chevelure noire, une taille minuscule, des traits exigus, un visage pâle et des dents noires, personnage amorphe et étrange que nous imaginons en train d’évoluer lentement dans un monde crépusculaire de rideaux, d’écrans et d’épaisses tentures de soie ».
Elle s’adonne tout de même à plusieurs loisirs :
·      le jeu de go ou des jeux pour apprendre les caractères chinois,
·      des fêtes et des cérémonies,
·      des visites aux temples
·      des activités artistiques et culturelles, comme des exercices de calligraphie ou de musique, des échanges poétiques, des écoutes de monogatari, de la couture et de la teinture.
Elle peut devenir une épouse impériale ou la principale d’un haut dignitaire, ainsi que nonne. De ce fait, sa famille lui fournit une éducation lui permettant d’être le meilleur choix possible pour son futur époux.
Une femme de la petite noblesse, quant à elle, est promise à un homme qui peut permettre à sa famille d’accéder à certains avantages politiques et à monter dans les rangs de noblesse, comme dans le cas d’une union hypergamique, ou, si elle est assez cultivée et douée, à une vie de dame de compagnie (nyôbô). Cette position n’est pas sûre ; en effet, l’épouse impériale au service de laquelle elle est peut mourir à tout instant, faisant se dissoudre sa cour. De même, une certaine hiérarchie se crée entre les nyôbô, ce qui engendre une compétitivité et une rivalité qui rendent les femmes anxieuses quant aux nombreuses médisances qui circulent alors, au milieu desquelles les nouvelles arrivantes doivent subir les railleries de leurs aînées quant à leur ignorance.
Enfin, les femmes du service intérieur du palais (naishi dokoro) accompagnent l’empereur qui leur octroie des rangs en contrepartie. Cela leur permet d’avoir accès à la vie publique en participant aux cérémonies et en fréquentant le monde administratif.

### Domaine politique
La discrimination du genre féminin au sein du domaine politique apparaît vers le IXe siècle au Japon, après plusieurs siècles d’égalités (de la fin du VIe à la fin du VIIIe siècle). C’est lorsque les Codes, venant de la Chine des Tang, arrivent au Japon que les détenteurs du pouvoir politique ne sont presque plus qu’exclusivement des fonctionnaires masculins.
Cependant, lorsque le trône est occupé par un enfant, c’est à l’impératrice de régner, tandis que le père et les frères de l’empereur sont les tuteurs du jeune empereur.
Les filles de la haute noblesse sont écartées du domaine politique et obtiennent un rôle dans l’administration de leur maison, tandis que les filles de la petite noblesse entrent au service de ces dernières (nyôbô) afin de favoriser la carrière de leur père, de leurs frères ou de leur époux.

## Vêtements[25]
Les tenues étaient très règlementées à la cour pendant l’époque Heian. Elles étaient adaptées à la saison, à l’âge, au rang, à leur rôle, au sexe mais aussi aux circonstances (fêtes, administrations, etc.). L’association des vêtements, des tissus, des couleurs et des motifs ne devait pas aller à l’encontre du règlement mais les aristocrates pouvaient faire preuve d’ingéniosité et de subtilité pour se distinguer des autres par leur inspiration personnelle. Ils recherchaient l’élégance et le raffinement. Les habits des fonctionnaires du 5ème rang jusqu’à l’Empereur et l’Impératrice provenaient de la culture chinoise.

### Costume Masculin
Il y avait trois catégories de costume pour les hommes : 
- le « Costume cérémoniel » (礼服, raifuku), porté seulement lors du Nouvel An, de la cérémonie d’intronisation (即位, sokui) et de la « grande gustation des prémices » (大嘗祭, daijōsai)
- les costumes de service à la cour, qui comportaient le « Grand costume de cour », le costume semi-formel et le costume semi-formel allégé
- les tenues informelles, comportant l’habit informel et l’habit de chasse

Il existait un protocole très strict servant à montrer le rang de chaque fonctionnaire et haut-dignitaire à la cour. Néanmoins, l’habit informel laissait quelque latitude à l’inspiration personnelle.

#### «Grand costume de cour» (束帯,sokutai)
Tenue de travail la plus utilisée, elle était portée lors des cérémonies, des tâches administratives et pour toutes les tâches officielles, individuelles ou collectives et en présence de l’Empereur. Elle comportait :
- Le manteau (袍, Hō)[27]. Celui des fonctionnaires civils avait un faux ourlet et était cousu sur les côtés ; à l’inverse, celui des fonctionnaires militaires n’avait pas faux ourlet et était fendu sur les côtés, du dessous des bras jusqu’en bas. cela permettait de les distinguer, sauf dans les circonstances où il était permis aux fonctionnaires militaires d’être en «civil». Les couleurs des manteaux changeaient selon le rang et ont varié durant la période Heian, avec une hiérarchisation assouplie au fil du temps.
- La tunique à basque (半臂, hanpi)[28] qui avait un col croisé, des manches courtes et larges et une basque (pièce ajoutée à la taille et qui couvrait les hanches). Elle se portait essentiellement en été.
- La tunique à traîne (下襲, shitagasane)[28] comportait un col officier et une longue traîne. Portée sous la tunique à basque, ses couleurs changeaient selon les occasions. Pour les célébrations ordinaires, elle était souvent blanche. La longueur de la traîne variait en fonction du rang de celui qui la portait.
- La veste de dessous (袙, akome)[29], taillée comme un kimono, avait un col croisé. Elle se portait entre la tunique à basque et la tunique intermédiaire. En hiver, les fonctionnaires pouvaient en superposer plusieurs et en été, ils pouvaient l’enlever. Les jeunes garçons la portaient également, mais pouvaient aussi s’habiller avec différentes tuniques et un pantalon. Une cérémonie  appelée « la vêture du pantalon » était célébrée entre l’âge de 3 et 7 ans pour les garçons et pour les filles.
- La tunique intérieure (単, hitoe)[29], portée sous la veste de dessous, descendait en dessous des genoux. En soie rouge ou blanche, elle était parfois appelée « la tunique blanche ».
- Le pantalon de dessous (表袴, uenohakama)[30]. Attaché avec un cordon à la taille, il était en soie blanche, mais à partir du XIe siècle il pouvait être de différentes couleurs. Il pouvait se porter sous la tunique intérieure ou sur la veste de dessous.
- La culotte (大口, ōkuchi)[30]. En soie rouge, elle était ample, attachée à la taille et descendait en dessous des genoux.

#### Les accessoires
- La coiffe (冠, kanmuri)[30] était noire et pourvue d’une saillie. Elle avait, à l’arrière, un ruban en gaze plat, pour les cinq premiers rangs ou deux cordons pour les rangs inférieurs.
- La ceinture (石帯, sekitai)[31] était en cuir laqué et ornée de pierres taillées, de jade pour les trois premiers rangs, et d’agates pour les quatrième et cinquième rangs.
- L’étui au décor de poisson (漁袋, gyotai)[32], à l’origine en forme de poisson en cuir noir ou rouge, est devenu une boîte rectangulaire d’environ 20 cm recouverte de peau de requin blanche. Cette boîte, attachée à la ceinture, était ornée de six poissons sur le devant, de trois poissons sur chaque côté et d’un poisson à l’arrière, dorés pour les trois premiers rangs, argentés pour les quatrième et cinquième rangs. L’étui était porté lors des grandes cérémonies comme le banquet du Nouvel An et servait à indiquer les rangs.
- Le sabre d’apparat (飾太刀, kazaritachi)[33], pourvu d’une poignée en peau de requin et d’un fourreau en laque d’or et de nacre, était attaché à une ceinture de soie brodée.
- L’insigne de dignité (笏, shaku)[33], en bois blanc (à l’origine en ivoire) mesurait environ 30cm. On pouvait y accrocher, sur l’un des côtés, un bout de papier avec des indications pour les cérémonies.
- L’éventail en lamelles de cyprès (檜扇, hiōgi)[33], en bois blanc, ou rouge pour l’Empereur et le prince héritier, était placé dans le manteau, au-dessus de la ceinture.
- Les papiers du repli (畳紙, tatamigami)[33] se mettaient, pliés, dans le manteau au même endroit que l’éventail. Ils servaient de supports pour écrire des messages ou de mouchoirs.
- Les chaussettes (襪, shitōzu)[33] étaient en soie blanche et portées avec le Grand costume de cour, ou encore comme chaussons en privé. Seuls les fonctionnaires malades ou âgés ayant reçu une autorisation impériale pouvaient les porter avec l’habit informel ou le costume semi-formel allégé.
- Les chaussures (沓, kutsu)[33] en bois laqué noir étaient portées avec le Grand costume de cour et le costume semi-formel allégé.

#### Le Costume semi-formel (布袴, hōko)
Similaire au costume semi-formel, mais sans tunique à traîne, le manteau étant fermé par un bandeau de soie. Il se mettait avec la coiffe et soit l’insigne de dignité et l’éventail en lamelles de cyprès en hiver, soit un éventail « chauve-souris » en été. Il se portait pour le service de nuit dans un bureau de la résidence impériale, pour les déplacements, les visites officielles et les différentes occupations des fonctionnaires, mais jamais en présence de l’Empereur, sauf en cas d’urgence.

#### Le Costume semi-formel allégé (衣冠, ikan)
Similaire au costume semi-formel, mais sans tunique à traîne, le manteau étant fermé par un bandeau de soie. Il se mettait avec la coiffe et soit l’insigne de dignité et l’éventail en lamelles de cyprès en hiver, soit un éventail « chauve-souris » en été. Il se portait pour le service de nuit dans un bureau de la résidence impériale, pour les déplacements, les visites officielles et les différentes occupations des fonctionnaires, mais jamais en présence de l’Empereur, sauf en cas d’urgence.

#### L’habit informel (直衣, nōshi)
Les fonctionnaires le portaient en principe en privé ou en présence de proches. Il se composait d’un manteau plus petit que le manteau du Grand costume de cour et ses couleurs n’étaient pas réglementées par le protocole des rangs. Il se portait avec le bonnet et l’éventail. Les couleurs de la robe de dessous étaient mises en valeur pendant les sorties et la fête des prémices.

#### L’habit de chasse (狩衣, kariginu)
A l’origine, il s’agissait d’un habit porté pour la chasse au faucon, qui incluait une veste à pan en chanvre. Le Kariginu est devenu progressivement la tenue informelle portée habituellement par les nobles, chez eux ou à l’extérieur pendant les jours de congé. La veste était en soie et en une seule partie. Les manches étaient uniquement attachées aux épaules, permettant donc aux nobles d’exhiber les magnifiques étoffes de leurs tuniques. Il se portait avec le bonnet.

### Costume Féminin
Les vêtements des femmes étaient très peu montrés car elles ne sortaient pas beaucoup, à part les servantes. Leur garde-robe n’était pas pour autant moins réglementée que celle des hommes. Il y avait, comme pour les hommes, trois grandes catégories de tenues :
- Le costume formel, tenue de cérémonie la plus fastueuse.
- Le costume semi-formel, avec deux variantes : la tenue au « manteau court » et celle au « manteau long ».
- L’habit informel, constitué de la tenue à robe de dessous, la tenue tunique et pantalon et de la tenue à veste de dessous.

À ces catégories s’ajoutait  la « robe de jeune fille ».
Les tenues changeaient selon le statut, l’âge, la saison et l’occasion.

#### Le costume formel (女房装束, nyōbōnosōzoku)
Initialement tenue habituelle des épouses impériales et des dames du palais jusqu’au 5e rang, et portée pendant leur service, elle est devenue la tenue habituelle des épouses de hauts dignitaires, de leurs dames de compagnie et de leurs servantes. Le costume formel habillait également les danseuses pendant la fête des prémices en automne, et servait aussi d’ « objet de gratification » distribué par les hauts dignitaires ou de moyen d’échange.
Il se composait de   
- La veste (唐衣, karaginu)[35] : courte, le devant allant jusqu’à la taille, l’arrière coupé plus haut que la taille. Les manches étaient larges et relativement longues, tombant aussi jusqu’à la taille.
- La traîne (裳, mo)[36] se mettait sur la veste et s’attachait grâce à des rubans, en dessous de la poitrine. Vêtement le plus important du costume formel, il donnait lieu à une cérémonie appelée la « vêture de la traîne », initiées quand les jeunes filles passaient à l’âge adulte. Lors de celle-ci, on leur relevait les cheveux et on leur attachait la traîne.
- La robe de dessus (上着, uwagi)[36] en soie doublée, coupée comme un kimono.
- La robe intermédiaire (打衣, uchiginu)[37], en soie lustrée.
- Les robes de dessous superposées (重袿, kasane uchiki)[37], qui pouvaient se superposer à trois, cinq ou sept ou se porter seules. Elles étaient très longues.
- La tunique intérieure (単, hitoe)[38] se portait sans rien en dessous. La matière du tissu changeait selon les saisons. Elle était très longue et très ample.
- Le pantalon (袴, hakama)[38] de couleur rouge vif, parfois blanc, était en soie lustrée. Il se mettait sans sous-vêtements.

- Les accessoires portés avec le costume formel sont les chaussettes, les papiers pliés et l’éventail en lamelles de cyprès.

Tous les vêtements, sauf la veste, étaient très longs ce qui obligeait les femmes, en particulier celles qui étaient au service de l’empereur, à faire de lents et grands mouvements lorsqu’elles marchaient. Sinon, la plupart restaient assises toute la journée. Quand elles étaient amenées à faire des pèlerinages et des voyages, pour accompagner leur mari, elles portaient un pantalon attaché aux chevilles, des chaussettes, des sandales de paille, un chapeau avec un voile qui cachait le haut de leur corps et tenaient leurs robes grâce à des ficelles.

#### Les costumes semi-formels
La tenue au manteau court (小袿装束, kouchikisōzoku), comme son nom l’indique, se constituait principalement d’un manteau court qui se plaçait soit au-dessus soit en dessous de la traîne. Il laissait donc voir le bas des vêtements.
Le manteau long (細長, hosonaga) ne se portait ni avec la traîne ni avec la veste. Il était formé des trois ou quatre pans.

#### Les habits informels
La tenue aux robes de dessous (袿, uchiki) se mettait à la maison, et se constituait seulement de la robe de dessus, des robes de dessous, d’une tunique et d’un pantalon.
La tenue « tunique et pantalon » (単袴, hitoebakama) était légère. Elle comportait une tunique intérieure et le pantalon.
La veste de dessous (袙, akome) était doublée en fonction de la saison. Les femmes pouvaient en mettre plusieurs.

#### La robe de jeune fille (汗衫, kazami)
Les manches de cette robe étaient décousues sous les bras. En tenue formelle, elle se mettait avec ou sans tunique et avec deux pantalons. En tenue informelle, la robe de jeune fille se portait avec un pantalon moins long qu’en tenue formelle. Les cordons du pantalon s’attachaient sous la poitrine pour retenir la robe.

## Littérature
Classifier la littérature est complexe, car il y a non seulement une partie exclusivement féminine, une autre exclusivement masculine et une dernière mixte, mais aussi deux langues, chinoise et japonaise, et deux systèmes d’écritures, les mana (l’écriture chinoise) et les kana (l’écriture japonaise).
La littérature chinoise, telle que les histoires, les poèmes ou encore les textes religieux, a un statut bien plus haut dans l’art littéraire que les poèmes japonais (waka) ainsi que les romans narratifs écrits en kana. Elle est donc très étudiée dans les écoles, par exemple au Daigaku-ryô, où on lit et étudie des textes chinois célèbres. Cependant, seuls les hommes y ont droit, et leurs études commencent à partir de six ans.
L’utilisation des kana par les femmes ainsi que leurs connaissances littéraires permettent la création de nouveaux genres littéraires où sont exprimées leurs réflexions et leur sensibilité : l’autobiographie (Kagerô Nikki, …), l’essai (Notes de chevet, …) et le romanesque (Le Dit du Genji, …). Ces genres décrivent notamment la vie à la cour et forment une grande source de documents manuscrits.

### Poésie
La poésie est un genre littéraire très répandu et un loisir très apprécié des nobles au Japon à cette période. On en envoie à ses proches lors de grands événements comme des naissances ou des décès, ou encore pour faire la cour ou demander une promotion. Elle est décomposée en trois grands genres, fortement soutenus par les régents.
Les kanshi sont des poèmes japonais rédigés en chinois classique. Les poètes, uniquement masculins, sont formés dans des grandes écoles, où, généralement, les professeurs proviennent des mêmes familles. Au cours du IXe siècle, trois anthologies sont publiées sous l’ordre impérial, mais elles n’ont pas une grande postérité. Un kanshi doit être écrit sur un thème précis, récité par une personne judicieusement choisie et correspondre à l’ambiance de l’endroit où il sera déclamé.
Les kanbun sont des poèmes japonais rédigés en caractères chinois avec une lecture japonaise. Ce genre est grandement utilisé à la cour, que cela soit dans des documents administratifs ou privés. Ils sont récités (rôei) par des hommes au cours d’occasions auxquelles doivent correspondre les poèmes et auxquelles hommes comme femmes peuvent assister.
Les waka sont des poèmes japonais rédigés en syllabaire japonais (kana). Les poètes, hommes ou femmes, apprennent à composer auprès de leur père ou de professeurs privés. Ce genre connaît un franc succès et une grande prospérité grâce à la première anthologie impériale qui paraît en 905, le Kokin Wakashû. Le waka est utilisé dans la poésie amoureuse et par les femmes dans leurs écrits.
La poésie est séparée en plusieurs catégories. Lorsqu’elle est utilisée en public, oralement ou calligraphiée sur des paravents, elle est formelle (hare). Sinon, dans des échanges de lettres, amoureuses, amicales ou familiales, elle est informelle (ke). Si elle est intégrée dans une correspondance, on la nomme zôtô, et si c’est pour un usage personnel, dokugin. Finalement, un poème peut avoir deux formats différents : lorsqu’il a été composé avec un thème donné, on l’appelle kudaishi, et lorsqu’aucun thème n’a été défini, il se nomme mudaishi.
De nombreux concours de poèmes sont organisés à la cour :
·      Les uta-awase sont des événements préparés à l’avance, où chaque poète vient avec des poèmes composés pour l’occasion, répondant aux thèmes donnés par l’organisateur, qui sont ensuite regroupés dans des recueils. Répartis en deux équipes, chacune récite un poème sur le même thème, puis un arbitre choisit le meilleur.
·      Les ensho-awase sont des événements où les poèmes sont spontanés. Une équipe de femmes fait face à une équipe d’hommes et chaque groupe récite un poème d’amour répondant à celui de son adversaire.
Les récompenses de ce genre d’événements étaient des objets précieux ainsi qu’un grand prestige.

#### Concours de poèmes tenu au palais impérial la quatrième année de l’ère Tentoku (Tentoku yonen dairi uta awase[47])
Le concours de Tenkoku est le plus important concours d’uta-awase qui ait eu lieu. C’est en effet sur la base de ce dernier qu’ont été définies les règles pour les suivants, bien que chaque concours soit différents l’un de l’autre.
C’est à la demande des dames du palais que l’empereur Murakami organise cet événement. Il y invite ces dernières, tout comme de hauts dignitaires et des courtisans comme participants, ainsi que 10 musiciens afin de les accompagner. La période durant laquelle le concours se passe étant entre le printemps et l’été, il leur donne à l’avance 12 sujets sur ce thème.
Le jour-même, l’empereur s’installe, suivi des équipes et de leurs poèmes, puis des hauts dignitaires. Les courtisans arrivent ensuite. Les lecteurs sont les derniers à entrer.
Les participants sont séparés en fonction de leur sexe et sont répartis de manière hiérarchique. Les femmes sont cachées des hommes et ne peuvent pas voir le déroulement du concours.
Les poèmes sont déposés sur deux tables présentoirs différentes, sur laquelle se trouvent aussi des baguettes sculptées en forme de fleur ou de rameau. Les points de victoire de chaque équipe sont comptabilisés grâce à ces dernières.
À la fin de l’événement, les personnes présentes boivent en écoutant de la musique jusqu’à l’aube, où les récompenses sont distribuées aux participants.

### Art épistolaire
Le genre épistolaire est très répandu dans la société de cour, étant un moyen de communication très utilisé des femmes comme des hommes. Il permet de s’exprimer autant sur la beauté de la nature que sur ses sentiments amoureux.
Une lettre doit correspondre à un certain nombre de critères : il faut tout d’abord choisir le bon papier, avoir une belle calligraphie, écrire une poésie de 31 syllabes avec un certain thème, plier correctement la lettre, choisir une décoration (souvent une feuille ou une fleur) et, enfin, demander à un messager judicieusement choisi d’apporter la lettre au destinataire.
Malgré son allure privée, une lettre se passe de mains en mains et est lue par l’entourage des deux correspondants, ce qui alimente les nombreuses médisances présentes dans ce milieu.

#### Échanges de poèmes amoureux (koi no uta[53])
Afin d’avoir des chances de conclure un échange de poèmes amoureux de manière positive, les correspondants doivent tous deux posséder une grande connaissance littéraire et une belle calligraphie, puisque seuls ces deux aspects sont testés lors d’une correspondance amoureuse : l’un fait une référence à un poème célèbre, qu’il soit chinois ou japonais, et l’autre doit lui répondre en usant de la même technique, si possible avec la suite du même poème ou un extrait d’un autre semblable. Ils expriment à travers leurs mots leur amour sincère, leur volonté d’être avec l’autre, leur solitude et leur souhait de l’atténuer grâce à l’autre.
Le temps est lui aussi un élément important. En effet, plus un correspondant répond vite, plus cela signifie une bonne éducation et des sentiments authentiques.

### Autobiographie
Les femmes ayant écrit des autobiographies sont, pour la plupart, des filles de gouverneurs de province (zuryô). Autrement dit, elles font partie de la petite noblesse à cause d’une malchance politique qu’a enduré l’un de leurs ancêtres.
Leur famille a cependant un grand héritage littéraire. Elles ont donc accès depuis leur enfance à un nombre important de connaissances qui leur porte préjudice à partir du Xe siècle, puisqu’il devient incongru de connaître les classiques chinois. Toutefois, les épouses impériales apprécient les avoir à leurs côtés pour le charme que leur confèrent leur éducation et leur créativité littéraire. Elles connaissent donc la vie de nyôbô, où elles endurent la pression continuelle des rumeurs et l’embarras d’être une fille de zuryô et d’avoir passé le début de sa vie loin de la capitale.
Elles connaissent aussi l’instabilité des positions sociales et la douleur de la perte d’un être aimé. En effet, elles ont bien souvent vécu une rupture avec leur mari : un mariage raté, un décès, etc. Comme une femme est dépendante de son mari socialement, leur séparation nuit à son statut social. C’est donc une grande opportunité pour elles de devenir nyôbô afin de remonter dans l’échelle sociale
La relation qu’entretiennent les auteures avec la vie de cour est donc un thème récurrent de cette littérature, dans laquelle elles expriment leur vulnérabilité face aux rivalités ainsi que leurs craintes personnelles.

### Calligraphie
La calligraphie est aussi importante que l’art de savoir composer un poème ; en effet, « on croyait […] que la manière dont une personne se servait de son pinceau indiquait avec plus de clarté sa sensibilité, son éducation, sa personnalité, que ce qu’elle disait ou composait ». Ainsi, un prétendant doit avoir une belle calligraphie afin d’avoir une chance d’avoir une relation avec la personne à qui ses lettres et poèmes sont adressés.
La calligraphie est utilisée dans plusieurs formes d’art :
·      Elle est présente dans les grands rouleaux peints, accompagnée d’illustrations.
·      Elle sert à décorer les paravents et les portes coulissantes.

## Activités[58],[59]
Bon nombre de loisirs, de cérémonies et de célébrations se passaient au moins partiellement dans les jardins, qui avaient une grande importance dans la vie des aristocrates, à tel point que c’était devenu un art. Ces activités rythmaient la vie monotone des nobles, particulièrement celle des femmes.

### Loisirs
Pour montrer leur habilité et leur savoir, les aristocrates, surtout les femmes, s’occupaient, pendant leur temps libre en faisant des jeux et autres activités. Quelques exemples :
- Le go était un jeu très populaire, venu de Chine à l’époque de Nara. Il était courant que le go soit sujet à des paris.
- Le sogoroku était un jeu de hasard. Malgré l’interdiction, les aristocrates y jouaient tout de même.
- Le chōbami était un jeu de dés.
- Le rango était très populaire chez les dames de la cour. Le but de ce jeu était de faire tenir le plus de pierres de go sur un doigt sans les faire tomber.
- Il y avait aussi des jeux de salon qui mettaient en avant les connaissances et l’habilité verbale, comme le nazo dont le but était de proposer à l’autre équipe une série d’énigme, ou alors l’infutagi qui consistait à faire deviner un mot d’un poème chinois aux autres joueurs
- Beaucoup de jeux étaient des jeux de comparaison. Le but était, pour chacune des deux équipes, de créer sur un thème donné, généralement des plantes, oiseaux, etc., des poèmes et de les comparer. L’équipe qui avait fait les plus belles propositions gagnait et recevait un prix. Les règles étaient très strictes. Il y avait des juges spécialement pour ce genre de jeux. Les aristocrates y jouaient généralement lors de festivals tels que le Festival de l’iris qui se déroulait le 5e jour du 5e mois. Ces jeux étaient habituellement agrémentés d’alcool et de musique. Le concours de jardin était une variante des jeux de comparaison, dans lequel deux équipes s’affrontaient pour créer le plus beau jardin.
- Les concours de poésie étaient populaires dans l’aristocratie.
- Il y avait aussi des activités en plein air telles que la ballade en barque sur l’étang du jardin, très appréciée des nobles et pouvant être accompagnée de musique et de spectacles quand la place sur le bateau le permettait; les courses de chevaux; les concours de tir à l’arc, auxquels les officiers et les gradés participaient sous le regard des nobles; les courses de bateaux; la chasse, interdite par le bouddhisme mais tout de même pratiquée; le kemari, une sorte de football où les joueurs se mettaient par deux en dessous d’un arbre et dont le but était de faire le plus de passes, notés par des juges pour le nombre de passes, la grâce des gestes, etc.; les spectacles de sumô et combat de coq. Les femmes faisaient aussi en hiver des boules de neige pour s’amuser[60].

### Cérémonies et festivités
La vie à l’époque Heian était rythmée par de nombreuses cérémonies et fêtes, plusieurs par mois. Le premier et le douzième mois étaient les plus chargés. Il y avait des cérémonies annuelles, très importantes pour le gouvernement mais aussi des cérémonies pour les naissances, les nouvelles concubines impériales, la majorité des garçons, celle des filles, et pour les services funéraires. Le « cycle annuel des célébrations » recensait les célébrations annuelles, qui provenaient parfois de Chine puis étaient beaucoup modifiées. Il pouvait s’agir de fêtes populaires ou religieuses, ou de cérémonies administratives ou religieuses. Quelques exemples :
- « Salut aux quatre points cardinaux » qui se célébrait le premier jour du premier mois.
- « Cérémonie des danses de la Poésie » le 16ème jour du premier mois.
- « Gageur des Archers » le 18ème jour du premier mois.
- « Festival de la prière du Printemps » le 4ème jour du deuxième mois.
- « Festival du serpent » le 3ème jour du 3ème mois.
- « Changement de vêtements » le premier jour du 4ème mois.
- « Festival de l’Iris » le 5ème jour du 5ème mois.
- « Fête des morts » le 15ème jours du 7ème mois.
- « Danses Goeshi » le deuxième jour du 11ème mois.
- « Chasse aux Démons » le dernier jour du 12ème mois.
- « Fête des poèmes près du ruisseau ».
- « Fête des fleurs de cerisiers » lorsque les cerisiers étaient en fleurs[61],[62].

### Musique et Danse
La musique et la danse avaient une grande importance dans la vie quotidienne des nobles. Tous, dans l’aristocratie, savaient jouer de la flûte ou de la cithare. Les concerts se déroulaient principalement pour les cérémonies mais pouvaient aussi se tenir chez divers aristocrates. Beaucoup de styles musicaux venaient de pays étrangers, d’autres étaient typiquement japonais. Les musiques étrangères étaient jouées avec les mêmes instruments que dans les pays d'origine.
Les danses étaient la plupart du temps accompagnées de musique. Il y en avait une grande variété, aussi parfois inspirées d’autres cultures.
Les danses étaient profanes ou religieuses telle que la danse « Kagura ». Les danseuses portaient généralement des costumes et des masques. Les Danses Goeshi étaient principalement dansées par des jeunes filles nobles,.